# Quispamsis
Quispamsis é um município canadense da província de New Brunswick. Sua população é de cerca de 14.000 habitantes. É um subúrbio da cidade portuária de Saint John no sul da província. Está situado ao longo dos canais dos rios Kennebecasis e Hammond.
Esta comunidade suburbana está localizada no sudoeste de New Brunswick, 22 quilômetros a nordeste da cidade de Saint John. A curta distância do cinturão Fundy Fog e as brisas frescas do Oceano Atlântico permitem temperaturas mais quentes durante a primavera e o verão.
Quispamsis é uma comunidade progressista e vibrante com muitas oportunidades residenciais atraentes para todos os tipos de unidades familiares. Áreas recreativas abundantes, escolas de qualidade, locais de culto, varejo e serviços profissionais estão todos dentro do Vale Kennebecasis.
Em 2017, a MoneySense nomeou Quispamsis o melhor lugar para se viver no Atlântico Canadá.
Com uma população de 18.245 habitantes, Quispamsis é o sexto maior município de New Brunswick.

## Historia
Os habitantes originais eram a Primeira Nação Maliseet, parte da grande Federação Algonquin. O nome “Quispamsis” foi traduzido da língua Maliseet e significa “pequeno lago”, representando o atual Lago Ritchie.
Acadianos, pré-legalistas e legalistas britânicos se estabeleceram na área por volta de 1783, com muitos recebendo concessões de terras ao longo dos rios Kennebecasis e Hammond. 
Em 1998, Quispamsis se fundiu com a antiga vila de Gondola Point e uma parte da área anteriormente conhecida como Wells.